# 安東尼·克拉克 (演員)
安東尼·克拉克（英語：Anthony Higgins Clark，1964年4月4日—）是美國的一位演員和喜劇演員。克拉克出生在維吉尼亞州林奇堡，出演過眾多情景喜劇。